# 知念カマ
知念 カマ（ちねん カマ、1895年〈明治28年〉5月10日 - 2010年〈平成22年〉5月2日）は、かつて長寿世界一だった沖縄県の女性。
長らく家族の意向により氏名非公表とされてきたが、長寿世界一となったのを期に実名が報道された。死去の報道では氏名を公表しているものと非公表としているものがある。

## 長寿記録
- 2008年4月5日 - 山中かくが死去したため、112歳331日で長寿日本一となった。
- 同年9月20日 - 年齢が検証され、GRGのリストに掲載された。
- 2009年9月11日 - ガートルード・ベインズが死去したため、114歳124日で長寿世界一となった[3]。
- 2010年5月2日 - 午後2時40分、沖縄県内の病院で死去[4]。114歳357日没。115歳の誕生日の8日前のことであった。世界最高齢はウジェニー・ブランシャール、日本最高齢は長谷川チヨノとなった[1][2]。